# Nordin Musampa
Nordin Musampa (* 13. Oktober 2001 in Almere) ist ein niederländisch-kongolesischer Fußballspieler.

## Karriere

### Verein
Musampa begann seine fußballerische Karriere bei der AVV Zeeburgia und der USV Elinkwijk. 2014 wechselte er zu Almere City, wo er bis 2016 blieb. Anschließend wechselte er in die Jugendakademie von Ajax Amsterdam. 2016/17 stand er bereits viermal im Kader der B-Junioren. In der Folgesaison war er dort bereits Stammspieler und machte ein Tor in 26 Spielen. 2018/19 stieg er zu den A-Junioren auf, mit denen er in der Youth League spielte und am Ende der Saison das Double aus Meisterschaft und Pokal holte. Außerdem gab er am 25. März 2019 (30. Spieltag) sein Debüt für Jong Ajax bei einem 3:3-Unentschieden gegen den Jong FC Utrecht in der Startelf. In der darauf folgenden Saison war er nur noch für die U19 aktiv und kam mit dieser unter anderem ins Halbfinale der Youth League. Zur Saison 2020/21 unterschrieb er einen Vertrag bei Jong Ajax bis Juni 2022. Anschließend war er dort Stammspieler und schoss am 23. Oktober (9. Spieltag) sein erstes Tor gegen die MVV Maastricht. Vom Sommer 2022 bis September 2024 spielte Musampa dann für den Erstligisten FC Groningen, pendelte dort aber zwischen den Profis und der Reservemannschaft hin und her. Nach fast vier Monaten Vereinslosigkeit nahm ihn am 10. Januar 2025 Zweitligist Vitesse Arnheim unter Vertrag.

### Nationalmannschaft
Von 2016 bis 2190 absolvierte Musampa insgesamt 18 Partien für diverse Juniorennationalmannschaften der Niederlande. Mit der U-17-Auswahl gewann er die Europameisterschaft 2018 in England, wobei er nur im Gruppenspiel gegen Spanien (2:0) eingesetzt wurde.

## Erfolge
Ajax Amsterdam U19
- Niederländischer U19-Meister: 2019
- Niederländischer U19-Pokalsieger: 2019

Nationalmannschaft
- U17-Europameister: 2018

## Sonstiges
Er ist der Neffe des früheren Spielers Kiki Musampa (* 1977), der u. a. für Ajax Amsterdam, Atlético Madrid und Manchester City aktiv war.